# Blaukehlguan

Verbreitungsgebiet des Blaukehlguan

Der Blaukehlguan (Pipile cumanensis), Basionym Crax cumanensis, Syn. Pipile jacou ist eine Vogelart aus der Familie der Hokkohühner (Cracidae).
Der Vogel ist der am weitesten verbreitete Vertreter der Gattung und kommt vom Osten Kolumbiens bis Venezuela, Guyana, im Westen Brasiliens, in Ecuador und Peru vor.
Der Lebensraum umfasst eine Vielfalt bewaldeter Gebiete wie Terra Firme, Várzea, Mischwald, Cerrado und Galeriewald mit 15–20 m hohen Bäumen vom küstennahen Tiefland bis 400–700, in Venezuela bis 1000 und in Peru örtlich bis 1100 m Höhe. Bevorzugt wird ein Raum nicht weiter als etwa 100 m vom Gewässer entfernt.
Der Artzusatz bezieht sich auf Cumaná.

## Merkmale
Die Art ist 60–69 cm groß und wiegt 1300‒1350 (Männchen) beziehungsweise 970‒1,270 g (Weibchen). Das Gefieder ist überwiegend schwärzlich mit leichtem grünlich-blauem Glanz, besonders an Schultern, Flügeln und Schwanz. Kopfkappe, Stirn und Nacken sind weiß, um das Auge herum finden sich einige weiße Federn, ebenso weiße Fransen an den Brustfedern. Die Flügeloberseite trägt einen großen weißen, schwarz gebänderten Flügelfleck und einzelne weiße Flecken auf den inneren Flügeldecken. Der Kehllappen ist lang und schlank und hängt herab. Seine Farbe und die der ungefiederten Gesichtshaut ist weiß oder kobaltblau, kann auch dunkel purpurgrau oder schwarz sein.
Die Iris ist dunkel rötlich-braun oder kastanienfarben,
der Schnabel blassblau mit schwarzer Spitze oder schwarz mit rosafarbener Basis und Blau um die Nasenlöcher. Die Beine sind rötlich, bräunlich-rot oder rosafarben.
Die Geschlechter unterscheiden sich nicht.
Die Art kann leicht von anderen Gattungsvertretern durch die blaue Kehle und die weiße Gesichtshaut und den weißen Kamm unterschieden werden. Zusätzlich ist der Vogel im Vergleich mit dem Trinidadguan (P. pipile) schwärzer und glänzender mit schmaleren und spitzeren Kammfedern und breiteren weißen Federrändern an der Brust.
Der ähnliche, aber nur im Südwesten des Amazonasbeckens möglicherweise zusammen vorkommende Rotkehlguan (P. cujubi) hat einen großen roten Kehllappen, einen kleineren weißen Flügelfleck und viele schwarze Flecken auf den Deckflügeln.
Der Blasskehlguan (P. grayi) kann zusammen mit dem Blaukehlguan im äußersten Südosten Perus vorkommen, unterscheidet sich durch den weißen Kamm mit schwarzen oder bräunlich-schwarzen Schaftstreifen, durch breiteren weißen Nacken, durch den herabhängenden weißlich-grauen Kehllappen, durch mehr olivgrün an der Oberseite und den größeren weißen Flügelfleck.

## Geografische Variation
Die Art ist monotypisch.
Der Blasskehlguan (P. grayi) wurde als Unterart angesehen und als Pipile cumanensis grayi bezeichnet, so noch Barthel und SACC.
Diese Art wurde im Oktober 2022 aufgrund von Unterschieden im Gefieder, der Farbe und Form des Kehllappens und aufgrund kaum vorkommender Hybridisierung untereinander als selbständig vom Blaukehlguan (P. cumanensis) abgespalten.
Die von Todd vorgeschlagene Unterart Pipile cumanensis naumburgae wird nicht als abgrenzbar, sondern als Synonym betrachtet.

## Stimme
Die Lautäußerungen werden als etwa 6 bis 10 langsame, klare, leicht ansteigende Pfeiftöne, jeweils länger werdend „püüeee, püüeee, püüeee..“ beschrieben,  auffallend ähnlich den Rufen des Schuppenmantel-Ameisenwächter (Willisornis poecilinotus), aber langsamer und dünner. Hinzu kommt Flügelschlagen gern in der Dämmerung, aber auch tagsüber bestehend aus zunächst zwei schnellen, leisen Schlägen gefolgt von schwirrenden Rattergeräuschen „prrrrrrrip-purrrrrr“ beim Baumwechsel.

## Lebensweise
Die Art ist vermutlich ein Standvogel, lebt fast ausschließlich auf Bäumen, besucht auch Klee- und Salzlecken.
Die Nahrung besteht aus  Früchten und Blättern, die paarweise oder in kleinen Familiengruppen im Wipfelbereich gesucht werden. Außerhalb der Brutzeit bildet die Art gern größere Gruppen.
Das Nest wird aus Zweigen in einem Baum gebaut. Die Brutzeit liegt zwischen August und Februar in Peru, in Kolumbien etwa 3 Monate später, bevorzugt in der Regenzeit. Das Gelege besteht aus 1–3 Eiern, die über 24 bis 28 Tage bebrütet werden.

## Gefährdungssituation
Der Bestand gilt als „nicht gefährdet“ (Least Concern).